# James Nelson-Joyce
James Nelson-Joyce, född 1989 i Liverpool, är en brittisk skådespelare.
Nelson-Joyce har bland annat medverkat i filmen Bird där han spelade karaktären Skate, en av filmens huvudroller. I TV-serien Maffiablod spelade han Michael Kavanagh, en av seriens huvudroller.

## Filmografi (i urval)
- 2022 – The Responder (TV-serie)
- 2023–2025 – The Gold (TV-serie)
- 2024 – Bird
- 2024 – A Thousand Blows (TV-serie)
- 2025 – Maffiablod (TV-serie)